# الزوایده
الزوایده یک منطقهٔ مسکونی در نوار غزه است که در استان دیرالبلح واقع شده‌است.

## خصوصیات
الزوایده ۱۵٬۴۸۳ نفر جمعیت دارد.